# Chloroclystis linda
Bosara linda là một loài bướm đêm trong họ Geometridae.